# Lepidomyces
Lepidomyces är ett släkte av svampar. Lepidomyces ingår i familjen mattsvampar, ordningen Agaricales, klassen Agaricomycetes, divisionen basidiesvampar och riket svampar.
|             | Pterula                                  |
|             |                                          |
|             | Aphanobasidium                           |
|             |                                          |
|             | Radulomyces                              |
|             |                                          |
|             | Actiniceps                               |
|             |                                          |
|             | Deflexula                                |
|             |                                          |
|             | Coronicium                               |
|             |                                          |
|             | Dimorphocystis                           |
|             |                                          |
|             | Merulicium                               |
|             |                                          |
| Lepidomyces | \| \| Lepidomyces subcalceus \| \| \| \| |
|             | \| \| Lepidomyces subcalceus \| \| \| \| |
|             | Globulicium                              |
|             |                                          |
|             | Chaetotyphula                            |
|             |                                          |
|             | Adustomyces                              |
|             |                                          |
|             | Pterulicium                              |
|             |                                          |
|             | Parapterulicium                          |
|             |                                          |
|             | Allantula                                |
|             |                                          |
|             | Lepidomyces subcalceus                   |
|             |                                          |

|  | Lepidomyces subcalceus |
|  |                        |